# Sarybieł (stacja kolejowa)
Sarybieł, także Osakarowka (kaz. Сарыбел; ros. Сарыбел) – stacja kolejowa w miejscowości Osakarowka, w rejonie Osakarow, w obwodzie karagandyjskim, w Kazachstanie. Położona jest na linii Astana – Szu, na trasie Nowego Jedwabnego Szlaku.